# برج (إسفراين)
برج (بالفارسية: برج) هي قرية تقع في قسم روئين الريفي (مقاطعة إسفراين) في إيران. يقدر عدد سكانها بـ 1010 نسمة بحسب إحصاء 2016.